# Racovăț
Racovăț è un comune della Moldavia situato nel distretto di Soroca di 3.770 abitanti al censimento del 2004